# خواكيم تسيغلر
خواكيم تسيغلر (بالألمانية: Joachim Ziegler)‏ هو عسكري ألماني، ولد في 2 أكتوبر 1904 في هاناو في ألمانيا، وتوفي في 2 مايو 1945 في برلين في ألمانيا.